# Bataille de Chattanooga
Guerre de Sécession
Batailles
Théâtre oriental
- Virginie-occidentale
- Manassas
  - 1re Bull Run
- 1re Virginie Septentrionale
- Burnside Expedition
- Péninsule
- Sept Jours
  - Gaines's Mill
  - Malvern Hill
- 1re Shenandoah valley
- 2de Virginie Septentrionale
  - 2de Bull Run
- Maryland
  - Antietam
- Fredericksburg
- Tidewater
- Chancellorsville
  - Chancellorsville
- Pennsylvanie
  - Gettysburg
- Bristoe
- Mine Run
- Campagne terrestre
  - Wilderness
  - Spotsylvania
  - Cold Harbor
- Bermuda Hundred
- 2de Shenandoah valley
  - Opequon
  - Cedar Creek
- Petersburg
- 1re Wilmington
- 2de Wilmington
- Appomattox
  - 3e Petersburg
  - Sayler's Creek
  - Appomattox C.H.

Théâtre occidental
- East Kentucky
- Shiloh
  - Fort Henry
  - Fort Donelson
  - Shiloh
- Kentucky
- Raid de Newburgh
  - Perryville
- Stones River
  - Murfreesboro
- Vicksburg
  - Champion Hill
  - Vicksburg
- Raid de Morgan
- Raid de Hines
- Tullahoma
- Chickamauga
- Chattanooga
- Knoxville
- Raid Forrest
- Atlanta
- Franklin-Nashville
- Savannah
- Carolines
  - Bentonville
- Raid de Wilson

Théâtre Trans-Mississippi
- Arizona confédéré
  - 1re Messilla
- Missouri
  - Wilson's Creek
- Territoire indien
- Trail of Blood on Ice
- Nouveau-Mexique
- Boston Mountains
- Pea Ridge
- 1re Texas
- Little Rock
- 2de Texas
- Camden
- Red River
- Raid de Price
- Palmito Ranch

Théâtre du bas littoral et approche du golfe
- Fort Sumter
- Blocus de l'Union
- 1re Bayou Teche
- Mississippi valley
  - Port Hudson
- Charleston
- 2de Bayou Teche
- Mobile Bay
- Mobile

Campagne de Chattanooga-Ringgold
Chattanooga – Ringgold Gap
La troisième bataille de Chattanooga est un épisode célèbre de la guerre civile américaine et se déroule entre le 23 et le 25 novembre 1863 près de la ville de Chattanooga dans le Tennessee. Elle oppose les troupes du général confédéré Braxton Bragg aux unités du général Ulysses S. Grant.

## Introduction
Au début du mois de novembre, les Confédérés, après le départ du général James Longstreet, laissèrent à leur adversaire l'initiative. Ainsi, Grant, grâce aux renforts de Sherman, pouvait mettre en place un plan qui devait lui ouvrir les voies de la Géorgie. Les Fédéraux devaient chasser les hommes de Bragg de la ville de Chattanooga. Le général nordiste, comme souvent dans sa carrière, mit en place un plan dont l'exécution devait se dérouler la nuit. Ulysses S. Grant, devant la force des défenses sudistes, privilégia un assaut par les flancs, l'armée du Cumberland, dirigée par le général Thomas, qui était encore moralement fragile, selon Grant, à cause de la lourde défaite de la bataille de Chickamauga, devait menacer le centre de la ligne des Confédérés. Ces derniers avaient établi leur ligne sur la colline de Missionary Ridge. Ainsi les généraux nordistes William Tecumseh Sherman et Joseph Hooker devaient se charger des choses sérieuses en attaquant les flancs des sudistes.

## Déroulement de la bataille
Le 24 novembre, Hooker mit en place le plan de Grant en envoyant trois divisions contre trois brigades rebelles tenant le versant nord de Lookout Mountain. Malgré la difficulté due au relief (la pente était raide et couverte de rochers et d'arbres abattus), les nordistes prirent possession de la position des sudistes qui s'enfuirent par le versant sud. Cet épisode devait s'appeler plus tard la Bataille au-dessus des nuages à cause d'un fort brouillard présent ce jour-là au cours de la bataille. Bragg devant cette menace ramena les survivants de Lookout Mountain vers la partie nord de Missionary Ridge.
Dans la nuit du 24 au 25 novembre eut lieu une éclipse totale de Lune. À l'aube du 25 novembre, la Lookout Mountain fut officiellement prise par un régiment du Kentucky qui hissa le drapeau américain au sommet de la montagne. Malgré la réussite de Grant sur le flanc gauche des sudistes, Sherman, lui, n'arrivait pas à progresser. Même si les quatre divisions qu'il envoya à l'assaut s'emparèrent de l'objectif, c’est-à-dire l'extrémité nord de Missionary Ridge, ce fut pour s'apercevoir qu'en réalité, le but nordiste était séparé du gros des forces sudistes par un profond ravin rocailleux. Au début de la journée du 25 novembre, commença la bataille de Missionary Ridge, les Yankees tentèrent de s'emparer de ce ravin mais furent vigoureusement repoussés par une division de bonne qualité dirigée par l'irlandais Patrick Cleburne. Ainsi la bataille ne se révéla pas aussi facile que Grant l'avait pensé car, de plus, Hooker avait bien du mal à progresser par des routes obstruées et des ponts détruits.
Devant un semblant d'échec, Ulysses S. Grant envoya le général Thomas et ses hommes contre la ligne principale des rebelles pour mettre en place un simulacre d'assaut et espérer dégager Sherman du bourbier dans lequel il s'était mis. Thomas, ayant eu vent des remarques faites à son armée, profita tout de suite de l'occasion qui était donnée à ses hommes de se faire remarquer. 23 000 hommes (soit 4 divisions) furent lancés sur un front de 3 kilomètres contre les positions confédérées. On aurait dit une réédition de la charge de Pickett à Gettysburg, les Bleus et les Gris ayant changé les rôles. Cependant, les sudistes avaient eu deux mois pour mettre en place leur défense. La pente de Missionary Ridge était relativement raide et pleine de rochers et d'autres obstacles. Ainsi l'assaut des nordistes avait l'air désespéré. Néanmoins, les hommes de Thomas réussirent sans problème à prendre la première ligne adverse, les sudistes se repliant dans une grande confusion vers les deuxième et troisième lignes qui, elles, avaient été établies tout en haut de la crête.
Bien qu'ils aient rempli leur mission, les Fédéraux ne se replièrent pas car cela aurait causé un désastre (les Fédéraux étaient exposés au feu des sudistes situés en amont de leur position) De plus, les Yankees avaient, grâce à leur réussite, acquis un moral élevé qui les poussait à contredire les rumeurs qui pesaient sur eux. Au départ, ce ne furent que des groupes d'hommes qui attaquèrent, mais bientôt les 23 000 soldats se mirent en branle et conquirent la position sudiste au terme d'un combat relativement bref. Grant était totalement abasourdi par ce qu'il voyait. Il pensait il y a deux jours à peine que ces soldats n'avaient aucune chance de remporter une victoire. Il demanda à Thomas si c'était lui qui avait ordonné à ces hommes d'escalader la crête. Le général nordiste lui répondit : « Je n'en sais rien, ce n'est pas moi ». Grant s'inquiétait de son sort au cas où l'offensive échouerait, car la ligne de défense était supposée imprenable. En effet, Bragg lui-même écrira plus tard que cette colline aurait pu être tenue par une simple ligne de tirailleurs. De leur côté, les rebelles étaient stupéfaits devant cette attaque et, n'ayant pas reçu d'ordres clairs et cohérents, finirent par battre en retraite. Les soldats nordistes étaient eux absolument joyeux. Bragg se replia de 50 kilomètres le long de la voie ferrée menant à Atlanta.

## Conclusion
Les nordistes avaient remporté ainsi une grande victoire, bien que Grant ne s'attendait pas à ce qu'elle se passe de cette façon. Après la fin de la guerre, Ulysses S. Grant affirma à des hommes que la position sudiste aurait dû être imprenable et Bragg écrivit ceci : « On ne saurait fournir la moindre excuse valable pour justifier la honteuse conduite de nos troupes. La position était telle qu'elle aurait dû être tenue par une simple ligne de tirailleurs ». Néanmoins, ce furent certains ordres donnés à des soldats et pas à d'autres qui auraient pu provoquer une certaine panique. Certains soldats de la première ligne reçurent l'ordre de tirer deux coups de fusil avant de se replier. Les autres défenseurs n'ayant pas reçu de pareils ordres se replièrent eux aussi en voyant que certains le faisaient. Mais leur repli se transforma en débandade devant ce repli inconsidéré. De plus, les combats se déroulèrent presque au corps à corps. Ainsi, les confédérées de la deuxième ligne ne purent tirer, risquant de toucher leurs propres soldats. De plus, Bragg positionna mal ses batteries qui ne purent tirer sur les "Bleus" qui progressaient de trous en trous, de tranchées en tranchées, se protégeant derrière les rochers et autres protections. De plus, l'armée de Bragg n'avait rien d'une armée au moral élevé. Après cet échec et devant la demande de démission de Bragg, Jefferson Davis donna le commandement de l'armée du Tennessee à Johnston. La fin de l'année 1863 fut difficile pour les Confédérés, Lee échoua dans ses opérations et perdit de nombreux soldats et Longstreet ne put reprendre Knoxville.
Au cours de cette bataille les nordistes eurent à déplorer 753 morts, 4 722 blessés et 349 disparus, tandis que les Confédérés eurent à déplorer 361 morts, 2 160 blessés et 4 146 disparus, prisonniers pour la plupart.

## Sources
1. ↑   Memoirs of General William Sherman, volume 2 (2e édition, New York, 1886).
2. ↑   James M. McPherson, la Guerre de Sécession, Lafont.
3. ↑   Joseph Fullerton, The army of the Cumberland at Chattanooga, "Battles and leaders", tome III.
4. ↑   Bragg, Rapport officiel de Bragg figurant dans le Official Records, série I, volume 31.